# Mademoiselle Chambon
Mademoiselle Chambon is een Franse film van Stéphane Brizé die werd uitgebracht in 2009. 
Het scenario is gebaseerd op de gelijknamige roman (1996) van Éric Holder.

## Verhaal
Jean is metselaar. In een dorp ergens in Zuid-Frankrijk leidt hij een rustig voortkabbelend leven waarin zijn vrouw Anne-Marie, hun zoontje Jérémy en zijn vader de belangrijkste plaatsen innemen. Hij is een zwijgzame wat robuuste man die een goede inborst heeft: hij is lief met zijn vrouw, hij helpt Jérémy met zijn schoolwerk en hij is in de weer voor zijn bejaarde vader. 
Wanneer Anne-Marie hem op een dag vraagt in haar plaats Jérémy van school af te halen ontmoet hij mademoiselle (Véronique) Chambon, Jérémy's onderwijzeres die een interim voor één jaar heeft. Wat later ontmoet ze Jean op straat en ze vraagt hem een dienst: of hij een papa die verhinderd is voor de klas kan vervangen om over zijn beroep te vertellen. Jean gaat in op haar voorstel. Na de geslaagde les vraagt Véronique hem of hij bij haar thuis een raam kan komen herstellen.
Via enkele ontmoetingen groeit er geleidelijk er een stille toenadering tussen de stille Jean en de bescheiden en gecultiveerde Véronique, een vrouw die duidelijk uit een ander milieu komt. Ze zijn echter even verlegen in het uiten van hun gevoelens.   
Net zoals Véronique raakt Jean in de war door zijn groeiende gevoelens. De anders zo kalme Jean reageert opvliegend op een opmerking van een collega op het werk en ook thuis ontvlamt hij tegenover Anne-Marie wanneer zij een buffet voorstelt in plaats van een traditioneel diner ter gelegenheid van de verjaardag van zijn vader.  
Wanneer Jean Véronique vertelt dat zijn vrouw opnieuw zwanger is besluit ze niet in te gaan op de vraag van haar directrice om vanaf het volgende schooljaar definitief een klas voor haar rekening te nemen. Ze is van plan terug te keren naar Parijs. 

## Rolverdeling
| Acteur             | Personage                                                |
| ------------------ | -------------------------------------------------------- |
| Vincent Lindon     | Jean                                                     |
| Sandrine Kiberlain | Véronique Chambon                                        |
| Aure Atika         | Anne-Marie, de vrouw van Jean                            |
| Jean-Marc Thibault | de vader van Jean                                        |
| Arthur Le Houérou  | Jérémy, het zoontje van Anne-Marie en Jean               |
| Michelle Goddet    | de schooldirectrice                                      |
| Anne Houdy         | de commercieel verantwoordelijke van het uitvaartbedrijf |